# Néstor Cerpa Cartolini
Luis Néstor Fortunato Cerpa Cartolini, plus connu sous le surnom de guerre de « Evaristo », né le 14 août 1953 à Lima et tué le 22 avril 1997 dans la même ville par les forces gouvernementales lors de l'opération Chavín de Huántar, était le dirigeant du mouvement révolutionnaire péruvien Túpac Amaru.

## Biographie

### Jeunes années
Cerpa est né a Lima dans district prolétaire de La Victoria. Dans les années 1970, il travaille dans une usine de textile et est l'un des principaux dirigeants du syndicat des travailleurs. Lors d'une grève le 28 décembre 1978, les ouvriers prennent le contrôle de l'usine pour empêcher sa liquidation et le licenciement massif de ses ouvriers. Le 4 février 1979, la police s'empare violemment des locaux de l'usine, tuant six ouvriers et un policier. Pour ces événements, Cerpa a été emprisonné pendant sept mois avec 42 autres ouvriers dans la prison de Callao.
Après sa libération, il continue ses activités syndicales et rejoint le mouvement MRTA en 1984.

### Terrorisme et carrière au MRTA
Il apparaît souvent a visage découvert dans des messages de propagande envoyés a la presse, la Direction Nationale contre le terrorisme du Pérou le liera a plus d'attaques sur des banques, des commerces, des enlèvements ou des assassinats sélectifs. En décembre 1989, il est intégré dans la direction nationale du MRTA où il occupe des fonctions dans le domaine militaire puis en 1990, il dirigera une colonne sur le front Nord-Est dans la jungle du Pérou.
En août 1992, après la capture de Víctor Polay, Peter Cárdenas Schulte et Alberto Gálvez Olaechea, Cerpa devient le chef du MRTA avec Miguel Rincón et Hugo Avellaneda Váldez qui fut chargé des relations internationales. Le 17 décembre 1996, lors de la réception annuelle organisée en l'honneur de l'empereur du Japon, Nestor Cerpa prend d'assaut l'ambassade du Japon à Lima accompagné de 14 membres du MRTA. Environ 500 personnes sont prises en otages, de nombreuses sont libérées dans les jours suivants mais le 22 avril 1997, 72 personnes sont encore retenues par le MRTA. Le même jour, l'armée prend d'assaut le bâtiment et affronte Nestor Cerpa et ses camarades qui meurent lors du combat.
Son cadavre sera secretement enterré le 24 avril 1997 sans cérémonie dans un cimetière à Lima.